# Roger Rolhion
Roger Rolhion (* 4. November 1909 in Montpellier; † 30. November 1977) war ein französischer Fußballspieler und -trainer.

## Als Spieler im Verein
Der 178 cm große Abwehrspieler Rolhion gehörte seit der Saison 1927/28 der ersten Mannschaft des SO Montpellier an. Weil es damals noch keine landesweite Liga gab, spielte er mit seinen Teamkameraden in einer regionalen Amateurspielklasse, trat aber im frankreichweiten Pokalwettbewerb auch auf nationaler Ebene in Erscheinung. Dabei gelang der Einzug ins nationale Pokalfinale 1929, bei dem Rolhion der ersten Elf angehörte und dank eines 2:0-Siegs gegen den FC Sète den Gewinn der Trophäe erreichte. Auch am Pokalendspiel 1931 nahm er mit Montpellier teil, scheiterte jedoch aufgrund einer 0:3-Niederlage gegen den Club Français Paris an einer möglichen Wiederholung des Erfolgs. 
1932 wurde mit der Division 1 eine landesweite erste Liga gegründet, die gleichzeitig den Profifußball in Frankreich ins Leben rief. Rolhion war mit Montpellier für diese qualifiziert und wurde aufgeboten, als seine Mannschaft am 11. September 1932 bei einem 2:0-Sieg gegen Olympique Alès die erste Partie überhaupt in der neugeschaffenen Spielklasse bestritt. Anschließend blieb er unangefochtener Stammspieler in einem Team, das sich zunächst im Mittelfeld der Tabelle einordnete, bevor es am Ende der Saison 1934/35 den Abstieg hinnehmen musste. Zu diesem Zeitpunkt kehrte er dem Verein den Rücken.
Bei seinem neuen Arbeitgeber, dem Zweitligisten AS Saint-Étienne, war er ebenfalls fest gesetzt und leistete seinen Beitrag zum Aufstieg in die oberste Spielklasse 1938. Die Mannschaft absolvierte ein erfolgreiches Jahr, doch 1939 wurde der reguläre Spielbetrieb bedingt durch den Beginn des Zweiten Weltkriegs eingestellt. Rolhion wurde als Soldat einberufen und geriet in Kriegsgefangenschaft. 1942 konnte er seine Laufbahn fortsetzen und nahm für Saint-Étienne an der inoffiziell weiterhin stattfindenden Austragung der Meisterschaft teil. Als während der Spielzeit 1943/44 keine Vereinsmannschaften zugelassen waren, trat er für die Verbundmannschaft ÉF Lyon-Lyonnais an. Am Ende der Saison zog sich der damals 34-Jährige nach 85 Erstligapartien mit fünf Toren sowie 94 Zweitligapartien mit einem Tor und weiteren inoffiziellen Erstligapartien aus dem Profifußball zurück. 
Als Amateur war er anschließend für einige Zeit für die AS Aix und für einen Klub aus Ganges aktiv.

## Nationalmannschaft
Rolhion war 21 Jahre alt, als er am 15. März 1931 bei einem 1:0-Sieg gegen Deutschland zum ersten Mal im Trikot der französischen Nationalelf auflaufen durfte. Anschließend wurde er für weitere Freundschaftsspiele berücksichtigt und stand bei einem 0:4 gegen die Tschechoslowakei am 10. Juni 1933 zum vierten und letzten Mal bei einem Länderspiel auf dem Platz. In den Kader zur Weltmeisterschaft 1934 wurde er nicht berufen.

## Trainerkarriere
Die Trainerlaufbahn des früheren Profis begann 1954, als er im Alter von 44 Jahren die Verantwortung beim Erstligisten Olympique Marseille übertragen bekam. Mit diesem befand er sich stets im Tabellenmittelfeld, bis er im März 1956 seinen Posten verlor. 1968 erfolgte in seiner neuen Funktion als Trainer die Rückkehr nach Montpellier. Er landete mit der Mannschaft 1969 auf dem 17. von 21 Tabellenplätzen und verlor im selben Jahr sein Amt, da der Verein vorübergehend aufgelöst wurde. Damit endete zugleich seine Laufbahn als Trainer.